# Safe 'n Sound
Safe 'n Sound is een Vlaams peer support- en harm reduction-project dat in 2015 ontstond na de samensmelting van het West-Vlaamse Vitalsoundz en het Antwerpse Breakline. Ze zetten zich in voor bezoekers van festivals en andere dansevenementen in en rond Vlaanderen. Ze proberen gezondheidsproblemen te voorkomen zonder per se risicovol gedrag (zoals middelengebruik) te willen vermijden. Dit project wordt gecoördineerd door het Vlaams expertisecentrum alcohol en andere drugs (VAD) en is een samenwerking tussen verschillende Vlaamse CGG's en CAW's.
Het project wordt gecoördineerd door Shawny Vanhoutteghem.

## Ontstaan
Safe 'n Sound ontstond na de samensmelting van het West-Vlaamse Vitalsoundz en het Antwerpse Breakline. Deze organisaties ontstonden beide uit een nood voor ondersteuning, informatie en begeleiding in het uitgaansleven. In 2015 besloot het Vlaams Agentschap Zorg en Gezondheid om deze projecten te financieren met het oog op continuering en Vlaamse spreiding van de activiteiten. Het samengevoegde project kreeg de naam 'Safe 'n Sound'. Op Tomorrowland 2015 kwam Safe ’n Sound voor het eerst naar buiten met deze nieuwe naam en logo. 

## Filosofie
Safe 'n Sound handelt vanuit de principes van peer support en harm reduction. 
Peer support is een vorm van hulpverlening die via leefstijlgenoten probeert te beschermen. De zogenaamde "peers" kunnen op verschillende levensdomeinen kenmerken delen en beschikken dus over een perspectief die niet alle professionele vormen van hulpverlening aan kunnen nemen. Peers worden vervolgens opgeleid zodat zij beschikken over de nodige kennis om anderen effectief te kunnen ondersteunen. Binnen Safe 'n Sound verloopt het selectieproces via een vrijwillige aanmelding van de kandidaat peer, gevolgd door een intakegesprek. Vervolgens wordt de peer uitgenodigd op een opleidingsweekend, waar verschillende vormingen over onderwerpen als motiverende gespreksvoering, seksueel grensoverschrijdend gedrag en middelengebruik worden aangeboden.
Harm reduction (of schadebeperking) is het idee dat wanneer risicovol gedrag niet wordt vermeden, het best gebeurt op een verantwoord mogelijk manier. Een welbekend voorbeeld van harm reduction zijn initiatieven zoals spuitenruil, waar druggebruikers die injecteren hun gebruikte naalden binnen kunnen brengen en propere exemplaren in ruil kunnen krijgen. Dit verlaagt voor de gebruikers de kans op abcessen en de verspreiding van ziektes. Voor de samenleving verlaagt dit de kans op prikincidenten, aangezien er minder naalden op plaatsten terechtkomen waar ze niet thuishoren zoals op straat of openbare vuilbakken. Een ander voorbeeld van harm reduction is het beschikbaar maken van anticonceptiemiddelen of het dragen van een gordel in de wagen: ze verminderen het risicovol gedrag niet, maar verkleinen de kans op schade. In Safe 'n Sound wordt dit ingevuld door het verspreiding van informatie over verschillende drugs, oordopjes en condooms.